# Botanophila israelitica
Botanophila israelitica är en tvåvingeart som först beskrevs av Willi Hennig 1976.  Botanophila israelitica ingår i släktet Botanophila och familjen blomsterflugor.
Artens utbredningsområde är Israel. Inga underarter finns listade i Catalogue of Life.